# 岩田久和
岩田 久和（いわた ひさかず、1949年12月17日 - 2017年9月22日）は、日本の柔道家（講道館9段）。
現役時代は主に軽重量級・無差別級で活躍し、世界選手権大会3位や全日本選手権大会準優勝といった成績を残した。
また、娘の岩田千絵も全日本の強化指定選手として、全日本実業個人選手権大会や講道館杯で活躍していた。

## 経歴
熊本県熊本市にて三兄弟の長男として生まれる。市立藤園中学校時代に白石礼介に師事し、鎮西高校では牛島辰熊直系の弟子である船山辰幸の薫陶を受けた。3年生の時にはインターハイ団体戦で優勝。
岩田は高校時代も幼少時より慣れ親しんだ背負投に拘り、これを重量級の選手相手にも使えるようにと腰を鍛えるために、重量級の練習相手を2人重ねて担ぎ上げるという激しい練習を日課にしていたという。
明治大学に進むと元全日本王者でもある神永昭夫監督の元で柔道修行に励み、1968年と1971年の全日本学生優勝大会ではチームの優勝に貢献した。
特に1971年の大会では、決勝戦の中央大学戦で主審の山本秀雄が｢ハジメ｣の声を掛けた際に、場外から試合場中央に戻った対戦相手の土屋正がまだ横を向いていた中で岩田は颯爽と土屋に駆け寄り、小外刈で一本勝を決めた。結果的にこれが今大会において決勝点となったが、中央大学師範の山辺正路から、試合はお互いが正面を向き合った状態から始まるものであり、こんな形での決着はとんでもない事だとの抗議の声が上がったものの、主審の山本に、敵が正面にいて｢ハジメ｣の声が掛かっていたにもかかわらず、緩慢な動作で敵に背を向けていたのがそもそもの間違いだと窘められた。
その直後に開催された全警察・全実業・全学生対抗柔道試合では全学生チームの一員として出場し、全警察チーム側の代表選手で警視庁所属の前田行雄と対戦中に、前田が心筋梗塞で死亡して大会が急遽中止となるアクシデントに見舞われた。
9月にルートヴィヒスハーフェンで開催された第7回世界選手権大会では重量級に出場して、5回戦で西ドイツのクラウス・グラーンに判定負を喫するも、敗者復活戦を勝ち上がって準決勝戦でオランダのウィレム・ルスカと対戦。この試合は支釣込足による技有で敗れたものの、初出場の世界選手権大会で3位に食い込む活躍を見せた。
一方、11月の全日本学生選手権大会無差別級では優勝も期待されたが、決勝戦で日本大学の遠藤純男に背負投で敗れて準優勝に甘んじた。
1972年に明治大学を卒業して新日本製鐵の所属となると、早々に迎える全日本選手権大会では二宮和弘や正木照夫、中村均を相手に勝ち上がり、準決勝戦では優勝候補の1人と目されていた東海大学教員の佐藤宣践を優勢で降した。決勝戦では警視庁に所属する中量級の関根忍と対戦し、両者激しい組手争いから関根が小内刈を仕掛ければ、岩田はこれを小外刈で返して関根を後方に倒しポイントを取るなど、前半は岩田が優勢で試合を進めた。試合後半になると、関根の怒涛の小内刈を岩田は腹這い等でよく防いだが、試合終了間際に岩田が攻め出た所を関根が再度の小内刈気味に引っ掛けて岩田の体は横倒しとなり、この攻防を以て試合時間は終了。審判の判定の結果、旗は関根に上がり岩田の全日本初制覇は成らなかった。なお、岩田は全日本大会にはこの他に1970年,73年,77年,79年にも出場しているが、いずれも上位には進出できず大会を終えている。
1974年には全日本選抜体重別選手権大会軽重量級で優勝すると、アジア選手権大会軽重量級でも優勝を果たした。
1975年9月の全日本選抜体重別選手権大会では日本大学の石橋道紀に敗れて準優勝だった。
翌10月にウィーンで開催の第9回世界選手権大会では軽重量級に出場するも、4回戦でイギリスのデビッド・スターブルックに判定で敗れてメダル獲得は成らなかった。
1976年4月の講道館杯では日立製作所の石川裕章に敗れて準優勝だったが、1978年4月の同大会では優勝を飾り、個人戦の主要大会では27歳にして初めてのタイトルを獲得した。
同年11月の嘉納治五郎杯無差別級では準決勝戦で東海大学の山下泰裕に横四方固で敗れるも3位となった。
1979年には新日本製鐵のプレイングマネージャーとなり、西日本実業団体対抗大会決勝戦の旭化成戦では、明治大学時代の1年後輩となる上村春樹を代表戦で破っている。
現役を引退後は、明治大学ならびに新日本製鐵の先輩でもある村井正芳の後を継ぐ形で1998年6月に全日本実業柔道連盟の事務局長に就任。脆弱であった連盟の財政基盤を立て直すために足繁く会員企業を廻っては支援の要請を行うなどしたほか、活性化のために講習会の開催や人材の海外派遣といった試みを積極的に行い、その後の連盟の礎を築くのに大きな役割を果たした。こうした貢献が周囲の目に留まり、2001年1月には全日本柔道連盟事務局長の重責も任されている。国内外を問わず柔道の普及・振興のために奔走する岩田だったが、体調を崩し2002年7月には事務局長の退任を余儀なくされた。
新日本製鐵に戻ってからは、職務に励む傍らでグループ内の警備会社であるアーバンセキュリティに柔道部を設立し、監督・部長として多くの後進の指導に当たった。
2010年にはアーバンセキュリティを退職すると同時に柔道部顧問となり、以後は故郷の熊本に戻って生活を送った。全日本実業団体対抗大会等の試合会場に時折足を運んでいたという。
2017年1月には肺に水が溜まって入院し、5月には退院する事が出来たものの予後が芳しくなく、9月22日に多臓器不全のため死去した。享年67。
9月24日に熊本で執り行われた葬儀には上村春樹講道館長ら多くの柔道関係者が駆け付けて突然の別れを惜しんだ。出棺の際には明治大学の同期である河原月夫の音頭で明治大学校歌を斉唱して故人を見送ったという。
現役時代の岩田の得意技は先述の通り背負投や小内刈で、左右両方の技が効き、相手の組方によって左右の技を使い分ける技能派の選手であった。学生時代の体格は身長173cm・体重80kg台前半と中型の選手であったが、重量級の選手を相手にも得意技を駆使して対等以上に渡り合った。浅黒く眼光鋭い風体とは裏腹に温厚な人柄で、若くして病気を患ってからも周囲のライバル達と共に切磋琢磨し、畏敬を込めて“岩っさん”“ひさかっちゃん”等と呼ばれていたという。
なお、娘の千絵は57kg級の全日本強化指定選手として小松製作所に所属し、2003年のチェコ国際大会では北朝鮮のケー・スンヒに一本勝するなど、29歳で引退するまで国内外の大会で活躍をしていた。

## 主な戦績
- 1967年8月 -　インターハイ（団体戦） 優勝
- 1968年6月 -　全日本学生優勝大会 優勝
- 1970年6月 -　全日本学生優勝大会 2位
- 1971年6月 -　全日本学生優勝大会 優勝
- 1971年9月 -　世界選手権大会（重量級） 3位
- 1971年11月 -　全日本学生選手権大会（無差別級） 2位
- 1972年4月-　全日本選手権大会 2位
- 1972年8月 -　全日本実業個人選手権大会（3部：20歳~25歳） 優勝
- 1974年7月 -　全日本選抜体重別選手権大会（軽重量級） 優勝
- 1974年11月 -　アジア選手権大会（軽重量級） 優勝
- 1975年9月 -　全日本選抜体重別選手権大会（軽重量級） 2位
- 1976年4月 -　講道館杯（軽重量級） 2位
- 1977年8月 -　全日本実業個人選手権大会（3部：20歳~25歳） 3位
- 1978年4月 -　講道館杯（軽重量級） 優勝
- 1978年11月 -　嘉納治五郎杯（無差別級） 3位
- 1978年 -　ソ連国際大会（軽重量級） 3位